# Emakumeen Saria 2024
De 23e editie van de wielerwedstrijd Emakumeen Saria vond plaats op 14 mei 2024. De wedstrijd startte en finishte in Durango en was 113 kilometer lang. De wedstrijd had de categorie 1.1. De Française Cédrine Kerbaol won, nadat ze in de slotkilometers was weggereden bij Évita Muzic en Thalita de Jong.

## Uitslag
| Plaats  | Naam                  | Ploeg                            | Tijd     |
| ------- | --------------------- | -------------------------------- | -------- |
| Winnaar | Cédrine Kerbaol       | CERATIZIT-WNT                    | 2u45'56" |
| 2       | Évita Muzic           | FDJ-SUEZ                         | + 4"     |
| 3       | Thalita de Jong       | Lotto Dstny                      | + 5"     |
| 4       | Lucinda Brand         | Lidl-Trek                        | + 10"    |
| 5       | Katrine Aalerud       | Uno-X Mobility                   | + 12"    |
| 6       | Mareille Meijering    | Movistar                         | z.t.     |
| 7       | Giada Borghesi        | BTC City Ljubljana Zhiraf Ambedo | + 17"    |
| 8       | Noemi Rüegg           | EF Education-Cannondale          | + 19"    |
| 9       | Letizia Borghesi      | EF Education-Cannondale          | z.t.     |
| 10      | Ane Santesteban       | Laboral Kutxa-Fundación Euskadi  | + 1'03"  |
| 11      | Alice Maria Arzuffi   | CERATIZIT-WNT                    | z.t.     |
| 12      | Iurani Blanco         | Laboral Kutxa-Fundación Euskadi  | + 1'14"  |
| 13      | Océane Mahé           | Arkéa-B&B Hotels                 | z.t.     |
| 14      | Simone Boilard        | Uno-X Mobility                   | z.t.     |
| 15      | Elena Hartmann        | Roland                           | z.t.     |
| 16      | Ana Vitória Magalhães | BePink-Bongioanni                | + 1'16"  |
| 17      | Elisa Valtulini       | BePink-Bongioanni                | z.t.     |
| 18      | Olivia Baril          | Movistar                         | + 1'19"  |
| 19      | Cecilie Uttrup Ludwig | FDJ-SUEZ                         | + 1'23"  |
| 20      | Paula Patiño          | Movistar                         | z.t.     |
|         |                       |                                  |          |
| 32      | Lotte Claes           | Arkéa-B&B Hotels                 | + 2'09"  |